# Фруза
«Фруза» (рос. «Фруза») — білоруський радянський художній фільм 1981 року режисера В'ячеслава Никифорова за мотивами оповідання Василя Бикова «На стежці життя».

## Сюжет
Перші повоєнні роки. В одному з мінських установ працює вахтером Фруза Семашко. Якось Фруза допомагає водієві Пархомова, у якого машина зламалася недалеко від її будинку. На 1 Травня Пархомов приходить в гості до Фрузи, розпитує про життя, обіцяє допомогти з ремонтом. Він не приховує, що одружений, має доньку...

## У ролях
- Тетяна Куліш
- Галина Макарова
- Валентина Титова
- Володимир Кулешов
- Лев Перфілов
- Йосип Матусевич
- Георгій Георгіу
- Ольгерт Дункерс
- Володимир Орлов
- Микола Манохин
- Іван Мацкевич
- Олександр Березень

## Творча група
- Сценарій: Федір Конєв
- Режисер: В'ячеслав Никифоров
- Оператор: Едуард Садрієв
- Композитор: Валерій Іванов